# Việt Nam Thương tín (tàu)
Con tàu Việt Nam Thương tín là một con tàu vận tải hàng hải được biết đến vì chuyến hải hành vượt biển ngày 30 Tháng Tư, 1975 từ Sài Gòn, Việt Nam sang đến Guam, chở hơn 650 người Việt tỵ nạn. Song khi cặp bến con tàu này lại dùng để đưa gần 1600 người Việt hồi hương, trở về Việt Nam dưới chính thể mới của Cộng hòa Miền Nam Việt Nam.

## Lịch sử con tàu
Việt Nam Thương tín được đóng năm 1956 do xưởng đóng tàu của Ý hạ thủy với tên Pietro Canale trọng tải 6.505 tấn. Năm 1962 hãng Nouvelle Compagnie Havraise Peninsulaire của Pháp mua lại và đổi tên tàu thành Ville de Diego-Suarez 2. Được ba năm thì tàu sang tên cho Panamá, đặt là Sonia. Năm 1968 hãng Việt Nam Hàng hải Thương thuyền của Việt Nam Cộng hoà mua lại dùng làm tàu vận tải và lấy tên Việt Nam Thương tín I.

## Năm 1975

### Mật vụ chở vàng
Khi Sài Gòn thất thủ con tàu nằm ở bến Bạch Đằng với mật vụ của Tổng thống Việt Nam Cộng hòa Dương Văn Minh giao cho để dùng chở số vàng dự trữ ở Ngân hàng Quốc gia Việt Nam rời Việt Nam. Thống đốc Ngân hàng là Lê Quang Uyển không chấp thuận nên con tàu rời bến chỉ chở người chạy loạn khoảng hơn 650 người tìm đường ra biển.

### Trúng pháo
Khi tàu qua khu rừng Sát trên sông Lòng Tàu gần 12 giờ trưa thì bị trúng 3 trái pháo. Nhà văn Chu Tử và một cháu bé không may bị tử thương phải thủy táng ở cửa sông. Ba ngày sau con tàu tiến vào vịnh Subic, Philippines, được sửa chữa và chỉ dẫn đến Guam.

### Tới Guam
Tháng Chín, 1975 tàu cặp bến Apra, đảo Guam lãnh thổ của Mỹ. Trong khi đó ở đảo có khoảng 1600 người tuy đã rời Việt Nam nhưng nay nhất quyết trở về Việt Nam. Ngoài ra có khoảng 100 người khác sang đến Bắc Mỹ cũng xin hồi hương. Chính phủ Mỹ cho họ tự quyết định và chuyển họ về Guam. Ngày 16 tháng 10, tàu Việt Nam Thương tín rời Guam, trực chỉ Việt Nam với 1546 người tự nguyện hồi hương trong số đó có nhạc sĩ Trường Sa. Chỉ huy con tàu là Trung Tá Hải Quân, Trần Đình Trụ .

### Về lại Việt Nam
Ngày 27 tháng 10 con tàu cặp bến Vũng Tàu nhưng bị điều ra Nha Trang; tất cả bị bắt giam ở trại Đồng Tre, tỉnh Phú Khánh.
Về con tàu thì tên Việt Nam Thương tín bị bỏ; tàu đổi tên thành Vũng Tàu đến năm 1986 thì tàu bị phế thải.
Năm 2007 chính phủ Mỹ cho phép ai thuộc Quân lực Việt Nam Cộng hòa cũ theo tàu Việt Nam Thương tín về Việt Nam và bị hơn 3 năm tù cải tạo có thể nộp đơn xin tỵ nạn diện HO.

## Liên kết
Ở trang mạng này có nhiều hình ảnh và bài viết về con tàu.